# Project CARS 3
Project CARS 3 est un jeu vidéo de course développé par Slightly Mad Studios et édité par Bandai Namco Entertainment. Il est sorti le 28 août 2020 pour Microsoft Windows, PlayStation 4 et Xbox One.

## Système de jeu
Project CARS 3 présente des voitures personnalisables afin de parcourir plus de 140 circuits mondiaux. Le jeu propose également des cycles de 24 heures, diverses saisons et des effets météorologiques. Le mode carrière a été refait, l'intelligence artificielle améliorée, le jeu prendra en charge la réalité virtuelle sur PC. Selon Ian Bell, PDG de Slightly Mad Studios, le jeu serait un successeur spirituel de la série Need for Speed: Shift, également développée par Slightly Mad Studios. Ayant été acquis par le développeur et éditeur de jeux vidéo britannique Codemasters, connu pour la série Formula One et la série Colin McRae Rally and Dirt, en novembre 2019, Project CARS 3 devrait partager certains éléments de la série de jeux vidéo de genre similaire de Codemasters tel que TOCA ou GRID. Le jeu a reçu sa première bande-annonce de jeu le 3 juin 2020. Le jeu proposera également un mode multijoueur.
Contrairement à ses prédécesseurs, ce jeu ne présentera pas d'usure des pneus ou de niveau de carburant, et en tant que tel, il n'y a pas d'arrêt au stand.

## Développement et publication
Project CARS 3 est développé par Slightly Mad Studios et édité par Bandai Namco Entertainment. Le développement a commencé à l'automne 2018 après le succès commercial du Project CARS 2. Au lieu de passer au moteur Ego de Codemasters, le jeu fonctionne toujours sur le même moteur que ses prédécesseurs. Le jeu est sorti sur Microsoft Windows, PlayStation 4 et Xbox One le 28 août 2020,.